# Galatasaray Spor Kulübü 1999-2000
Questa voce raccoglie le informazioni riguardanti il Galatasaray Spor Kulübü nelle competizioni ufficiali della stagione 1999-2000.

## Stagione
La stagione 1999-2000 è una delle più vincenti nella storia del club: sotto la guida di Fatih Terim la società vince il campionato davanti al Beşiktaş, la coppa nazionale battendo Ankaraspor, Samsunspor, Trabzonspor, Ankaragücü e Antalyaspor in finale per 5-3, dopo i tempi supplementari.
I turchi iniziano bene in UEFA Champions League, dove nei preliminari regolano con un secco 4-0 il Rapid Vienna e approdano alla fase a gironi. Qui gli uomini di Terim partono però in sordina, abbandonando presto velleità di qualificazione alla fase a eliminazione diretta; resta però l'obiettivo del terzo posto, che può valere il ripescaggio in Coppa UEFA. Il club ha appena un punto in classifica quando a Berlino sfida l'Hertha, in lotta per il secondo posto con il Milan: a sorpresa i turchi ottengono una sonante vittoria per 4-1, rimettendosi così in gioco per l'ultima partita, all'Ali Sami Yen contro il Milan. I rossoneri devono vincere per passare il turno, e a sei minuti dalla fine sono in vantaggio per 2-1 (gol di Weah e Giunti per i milanesi, e di Capone per gli istambulini), quando un incredibile finale ribalta la situazione: prima Hakan Şükür pareggia, poi al 90' Ümit Davala segna su rigore il gol della sorprendente vittoria.
Grazie al terzo posto, la squadra ottiene l'accesso ai sedicesimi di finale di Coppa UEFA, dove c'è ad attenderlo il Bologna di Giuseppe Signori. I turchi riescono a strappare l'1-1 in Italia, per poi vincere 2-1 nel ritorno all'Ali Sami Yen. Negli ottavi il Borussia Dortmund viene eliminato con un'altra prestazione di rilievo in terra di Germania, andando a vincere 2-0 al Westfalenstadion per poi amministrare (0-0) il vantaggio nel ritorno. I quarti sono una formalità con il Maiorca (4-1 e 2-1), sicché il Galatasaray si proietta in semifinale contro gli inglesi del Leeds Utd. All'andata in Turchia, ancora Hakan Şükür e Capone regalano un 2-0 ai Cimbom, che poi strappano un 2-2 in Inghilterra guadagnandosi così l'accesso a una storica finale. La doppia sfida passa in secondo piano di fronte ai tragici episodi avvenuti ad Istanbul, dove due tifosi inglesi vengono accoltellati e uccisi da parte degli ultras turchi, mentre altri 5 tifosi (4 inglesi e un turco) restano feriti.
Il 17 maggio 2000 al Parken di Copenaghen, in Danimarca, il Galatasaray ritrova un'altra squadra inglese, l'Arsenal di Arsène Wenger: i Gunners sono nettamente favoriti e possono schierare dalla loro parte nomi del calibro di Patrick Vieira e Thierry Henry nonché il capocannoniere uscente dei mondiali, Davor Šuker. La gara segue il copione previsto, con l'Arsenal che pressa il Galatasaray, rettò però dalle parate di Cláudio Taffarel. Gli uomini di Terim inchiodano l'Arsenal allo 0-0 al termine dei tempi regolamentari, punteggio che non si sblocca neppure ai supplementari. Nell'epilogo ai tiri di rigore i turchi si dimostrano più precisi, con Ergün, Hakan Şükür e Ümit che non sbagliano; per l'Arsenal, che va a segno solo con Ray Parlour, pesano il palo colpito da Šuker e la traversa di Vieira. Si giunge così al penalty decisivo calciato da Gheorghe Popescu: David Seaman intuisce la traiettoria del rumeno, ma il tiro è troppo potente e angolato. Per il Galatasaray è un'impresa storica, essendo tra l'altro la prima squadra turca a vincere una coppa europea, e i giocatori al ritorno a Istanbul sono accolti da festeggiamenti che durano per giorni.

## Rosa
| N. |                    | Ruolo | Calciatore       |
| -- | ------------------ | ----- | ---------------- |
| 1  | Brasile (bandiera) | P     | Cláudio Taffarel |
| 3  | Turchia (bandiera) | D     | Bülent Korkmaz   |
| 4  | Romania (bandiera) | D     | Gheorghe Popescu |
| 5  | Turchia (bandiera) | C     | Emre Belözoğlu   |
| 6  | Turchia (bandiera) | A     | Arif Erdem       |
| 7  | Turchia (bandiera) | C     | Okan Buruk       |
| 8  | Turchia (bandiera) | C     | Suat Kaya        |
| 9  | Turchia (bandiera) | A     | Hakan Şükür      |
| 10 | Romania (bandiera) | C     | Gheorghe Hagi    |
| 11 | Turchia (bandiera) | C     | Hasan Şaş        |
| 13 | Turchia (bandiera) | C     | Mehmet Yozgatlı  |
| 14 | Turchia (bandiera) | D     | Fatih Akyel      |

| N. |                    | Ruolo | Calciatore       |
| -- | ------------------ | ----- | ---------------- |
| 15 | Turchia (bandiera) | C     | Sergen Yalçin    |
| 16 | Turchia (bandiera) | D     | Ahmet Yıldırım   |
| 17 | Turchia (bandiera) | C     | Emrah Eren       |
| 21 | Brasile (bandiera) | D     | Bruno            |
| 22 | Turchia (bandiera) | C     | Ümit Davala      |
| 26 | Turchia (bandiera) | C     | Gündüz Gürol     |
| 30 | Turchia (bandiera) | P     | Mehmet Bölükbasi |
| 35 | Brasile (bandiera) | D     | Capone           |
| 36 | Brasile (bandiera) | A     | Márcio Mixirica  |
| 57 | Turchia (bandiera) | D     | Hakan Ünsal      |
| 67 | Turchia (bandiera) | C     | Ergün Penbe      |